# Stazione di Cirié
La stazione di Cirié è una stazione ferroviaria della Ferrovia Torino-Ceres. Serve il centro abitato di Cirié, nella città metropolitana di Torino.
Precedemente gestita dal Gruppo Torinese Trasporti (GTT), dal 1º gennaio 2024 è gestita da Rete Ferroviaria Italiana (RFI).

## Storia
La stazione fu costruita nel 1869 secondo il progetto dell'ingegner Cappuccio.

## Strutture e impianti

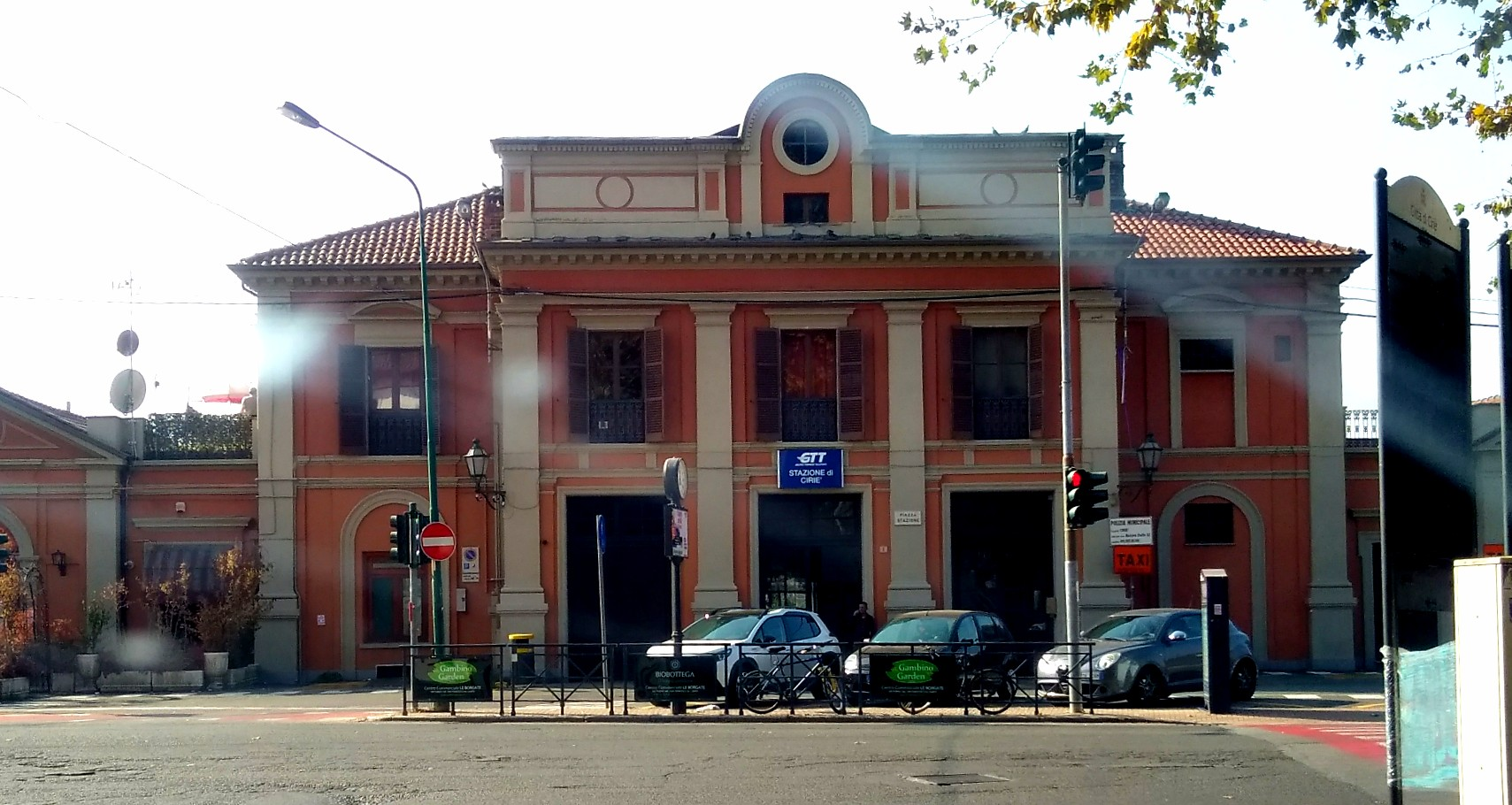
La stazione lato città

La stazione dispone di un fabbricato viaggiatori a corpo principale a due piani fuori terra, tetto a falde con struttura in legno e rivestimento in tegole mentre la struttura dell'edificio è in mattoni; la stazione ha due ali laterali di un solo piano. Addossata al fabbricato viaggiatori c'è una pensilina a falda unica in acciaio con rivestimento di lamiera.  Il fabbricato riprende in versione ridotta le forme di quello analogo presso la stazione di Torino Porta Milano, un tempo stazione di partenza della linea ferroviaria.
Sono presenti un fabbricato merci in muratura con rivestimento in tegole, una rimessa in muratura provvista di binario, un'officina in cemento armato che ospita tre binari ed una tettoia coperta in muratura con copertura a doppia falda in legno e tegole.
La stazione ha tre binari più un piazzale per la movimentazione dei mezzi rotabili verso l'officina e la rimessa. In questa stazione termina anche la tratta a doppio binario proveniente da Torino.
A fianco alla stazione è presente una sottostazione elettrica.

## Movimento
La stazione fino all'estate 2023 è stata servita dai treni operati da GTT in servizio sulla vecchia SFM A del Servizio ferroviario metropolitano di Torino.
Dalla sua riapertura, avvenuta il 20 gennaio 2024, è servita verso Torino dai treni regionali in servizio sulle linee SFM 4 e SFM 7 e verso Germagnano da quelli della SFM 4 (la linea SFM 7 viene prolungata a Germagnano solo nei festivi). Questi servizi, facenti parte del Servizio ferroviario metropolitano di Torino, sono operati da Trenitalia nell'ambito del contratto di servizio stipulato con la Regione Piemonte.

## Servizi
La stazione dispone di:
- Biglietteria
- Bar
- Servizi igienici